# BF Возничего
BF Возничего (лат. BF Aurigae), HD 32419 — двойная затменная переменная звезда типа Беты Лиры (EB) в созвездии Возничего на расстоянии приблизительно 3903 световых лет (около 1197 парсеков) от Солнца. Видимая звёздная величина звезды — от +9,48m до +8,7m. Орбитальный период — около 1,5832 суток.

## Характеристики
Первый компонент — бело-голубая звезда спектрального класса B5V. Масса — около 5,2 солнечных, радиус — около 4,6 солнечных. Эффективная температура — около 9579 К.
Второй компонент — бело-голубая звезда спектрального класса B5V. Масса — около 5,2 солнечных, радиус — около 4,6 солнечных.